# Yucca recurvifolia

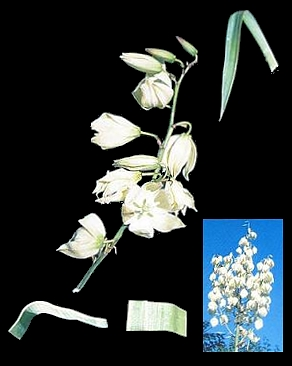
Yucca recurvifolia, Details

Yucca recurvifolia ist eine Pflanzenart aus der Gattung der Palmlilien (Yucca) in der Familie der Spargelgewächse (Asparagaceae).

## Beschreibung
Die stammbildende, buschige und gruppenbildende Art erreicht eine Wuchshöhe von 1 bis 3 Meter. Im Unterschied zu Yucca gloriosa sind die Blätter breiter und die Unterseite ist rau. Die Laubblätter sind glattrandig, bis leicht gezahnt, grün bis graugrün, 0,6 bis 1 Meter lang und 2 bis 3,5 cm breit.
Der zwischen den Blättern beginnende verzweigte Blütenstand erreicht eine Höhe von 1 bis 1,5 Meter und ragt über die Blätter hinaus. Die Blütezeit fällt in das Frühjahr im Gegensatz zu Yucca gloriosa, die im Herbst blüht. In Europa existieren zahlreiche, unterschiedliche Kulturformen, welche die Klassifizierung erschweren. Yucca recurvifolia ist winterhart.

## Verbreitung
Die Heimat der Yucca recurvifolia liegt in den Küstenregionen des Atlantiks und im Golf von Mexiko in den südöstlichen USA in den US-Bundesstaaten Alabama (Süden), Florida (Norden), Georgia (Süden), Louisiana (Südosten) und Mississippi (Süden).

## Systematik
Die gültige Beschreibung Yucca recurvifolia erfolgte von Salisbury 1806. Synonyme sind Yucca gloriosa var. recurvifolia Engelm. (1873) und Yucca recurvifolia elegans Trel. (1902).